# San Nazzaro (Kampanien)
San Nazzaro ist eine italienische Gemeinde (comune) mit 825 Einwohnern (Stand 31. Dezember 2023) in der Provinz Benevento in Kampanien. Die Gemeinde liegt etwa 10,5 Kilometer südöstlich von Benevento und grenzt unmittelbar an die Provinz Avellino.